# John Langshaw Austin
John Langshaw Austin (ur. 28 marca 1911 w Lancaster, zm. 8 lutego 1960 w Oksfordzie) – brytyjski filozof analityczny.
Austin skończył studia na Uniwersytecie Oksfordzkim, gdzie został później wykładowcą i profesorem (od 1952).

## Myśl
Reprezentował konkurencyjną wobec filozofów z Cambridge filozofię języka (patrz: Ludwig Wittgenstein), która wprawdzie również miała w obszarze zainteresowania język codzienny, ale charakteryzowała się dążeniem do systematyzacji sposobów jego używania (Wittgenstein nie widział potrzeby taksonomii języka). Filozofowie zajmujący się językiem wychodzili często z założenia, że zrozumienie jego struktury pomoże w zrozumieniu struktury świata; to przekonanie prowadziło ich do poszukiwania fundamentalnej struktury języka, ukrytej wśród zastosowań codziennych. W przeciwieństwie do wspomnianego nurtu poszukiwań, Austin badał język w jego zastosowaniach najbardziej codziennych, zakorzenionych w danym kontekście, zależnych od konkretnych okoliczności – osoba mówiąca tworzy bowiem, według filozofa, społeczne rzeczywistości osadzone w danym kontekście. I tak, słowo real ("rzeczywisty", "prawdziwy"), nie jest w swej naturze odzwierciedleniem jakiejś metafizycznej rzeczywistości i zwykle funkcjonuje zadowalająco w wyrażeniach takich jak real cream ("prawdziwa śmietana", w przeciwieństwie do śmietany odtłuszczonej).
Najbardziej znanym dzisiaj aspektem pracy Austina, eksponowanym zwłaszcza w dziele Jak działać słowami, jest podział aktów mowy na lokucyjne (wypowiedzi posiadające znaczenie, ze zwróceniem uwagi na aspekt fonetyczny), illokucyjne (posiadające pewną konwencjonalną moc, np. informowanie, nakazywanie) i perlokucyjne (wywierające pewien określony skutek – przekonywanie kogoś, zaskakiwanie go lub oszukiwanie). Jako pierwsze jednak zwróciły jego uwagę wypowiedzi performatywne, które tworzą nową rzeczywistość przez samo bycie wypowiedzianymi (Biorę sobie ciebie za żonę, nadawanie imienia, etc).
Najbardziej znanym kontynuatorem pracy Austina jest dziś John Searle, ich poglądy różnią się jednak z punktu widzenia koncepcji intencjonalności. Austin uważa, że moc "aktów mowy" (np. obietnicy) ustanowiona jest przez konwencje społeczne, Searle twierdzi natomiast, że jest to raczej szczególny stan umysłu.